# Musculus mesocoxa-subalaris
Musculus mesocoxa-subalaris, musculus mesocoxa-mesosubalaris, mięsień IIdvm6, mięsień cx2-sa2 (pl. mięsień środkowobiodrowo-subalarny) – mięsień występujący w tułowiu owadów.
Jest to mięsień należący do grupy "mięśni grzbietowo-brzusznych" (ang. dorsoventral muscles), zlokalizowany w śródtułowiu. Miejscem początkowym jego przyczepu jest boczna część drugiego tergitu tułowia (mesonotum). Jego koniec przyczepia się natomiast do tylno-bocznej apodemy bioder odnóży środkowej pary, niedaleko przyczepu musculus mesospina-mesocoxalis. Punkty zaczepu tego mięśnia różnią się nieco u ważek i nowoskrzydłych.
Mięsień ten jest jednym z elewatorów skrzydeł.
U ważek biegnie on bocznie do musculus mesofurca-coxalis medialis. U szablaka zwyczajnego (Sympterum vulgatum) mięsień ten jest najsilniejszym mięśniem śródtułowia.
U błonkówek mięsień ten stanowi boczny remotor środkowych bioder. Bierze swój początek na tylno-bocznej krawędzi środkowych bioder, ciągnie się z tyłu od musculus mesopleuro-mesofurcalis i listewki mesepimeralnej, a przyczepia na mesosubalare.